# Udinese Calcio 1985-1986
Questa voce raccoglie le informazioni riguardanti l'Udinese Calcio nelle competizioni ufficiali della stagione 1985-1986.

## Stagione
La stagione 1985-1986 è l'ultima delle cinque della presidenza Lamberto Mazza e si conclude con una sofferta salvezza. Orfana di Zico, costretto a rientrare in Brasile, l'Udinese punta sul peruviano Gerónimo Barbadillo che giunge a Udine dall'Avellino con Gian Pietro Tagliaferri e Angelo Colombo. Massimo Mauro è ceduto alla Juventus, mentre dal Perugia rientra Nicola Zanone. All'Inter è stato ceduto l'attaccante Franco Selvaggi. L'allenatore è il brasiliano Luís Vinício che dopo la terza giornata di ritorno, a seguito della sconfitta (3-0) con la Sampdoria, con la squadra al penultimo posto, lascia il ruolo a Giancarlo De Sisti. Sul campo l'Udinese lotta fino all'ultimo secondo, e si salva grazie al pareggio (2-2) con il Bari al Friuli, e la concomitante sconfitta interna del Pisa con la Fiorentina, che condanna i nerazzurri toscani alla retrocessione con Bari e Lecce. All'orizzonte per i bianconeri friulani si addensano nubi nere, per un nuovo scandalo del Totonero.
Nella Coppa Italia l'Udinese vince il sesto girone di qualificazione superando nel girone anche il Milan, poi negli ottavi di finale cede alla Fiorentina nel doppio confronto.
L'estate 1986 è molto importante per le sorti dell'Udinese, in primo luogo Lamberto Mazza passa la mano a Giampaolo Pozzo che diventa proprietario e nuovo presidente del club, poi il 28 luglio arriva la retrocessione a tavolino, determinata dal coinvolgimento nel totonero, verdetto che dopo il giudizio della Commissione di Appello Federale, viene trasformato in nove punti di penalizzazione da scontare la stagione successiva.

## Divise e sponsor
Lo sponsor tecnico per la stagione 1985-1986 fu Diadora, mentre lo sponsor ufficiale fu Agfa.
| Casa | Trasferta |

## Organigramma societario
Area direttiva
- Presidente: Lamberto Mazza
- General manager: Tito Corsi
- Segretario: Salvatore Fiore

Area tecnica
- Direttore sportivo: Ariedo Braida
- Allenatore: Luís Vinício, poi Giancarlo De Sisti (dal 20 gennaio 1986)

Area sanitaria
- Medico sociale: Fausto Bellato
- Massaggiatore: Gianfranco Casarsa

## Rosa
| N. |                    | Ruolo | Calciatore        |
| -- | ------------------ | ----- | ----------------- |
|    | Italia (bandiera)  | P     | Beniamino Abate   |
|    | Italia (bandiera)  | P     | Fabio Brini       |
|    | Italia (bandiera)  | P     | Pasquale Fiore    |
|    | Italia (bandiera)  | D     | Marco Baroni      |
|    | Italia (bandiera)  | D     | Luigi Corino      |
|    | Italia (bandiera)  | D     | Luigi De Agostini |
|    | Brasile (bandiera) | D     | Edinho (capitano) |
|    | Italia (bandiera)  | D     | Aldo Firicano     |
|    | Italia (bandiera)  | D     | Dino Galparoli    |
|    | Italia (bandiera)  | D     | Federico Rossi    |
|    | Italia (bandiera)  | D     | Massimo Storgato  |
|    | Italia (bandiera)  | D     | Massimo Susic     |

| N. |                   | Ruolo | Calciatore              |
| -- | ----------------- | ----- | ----------------------- |
|    | Perù (bandiera)   | C     | Gerónimo Barbadillo     |
|    | Italia (bandiera) | C     | Odoacre Chierico        |
|    | Italia (bandiera) | C     | Angelo Colombo          |
|    | Italia (bandiera) | C     | Antonino Criscimanni    |
|    | Italia (bandiera) | C     | Paolo Dal Fiume         |
|    | Italia (bandiera) | C     | Paolo Miano             |
|    | Italia (bandiera) | C     | Daniele Pasa            |
|    | Italia (bandiera) | C     | Gian Pietro Tagliaferri |
|    | Italia (bandiera) | A     | Andrea Carnevale (I)    |
|    | Italia (bandiera) | A     | Paolo Gregoric          |
|    | Italia (bandiera) | A     | Nicola Zanone           |

## Risultati

### Serie A

#### Girone di andata
| Udine 8 settembre 1985 1ª giornata | Udinese          | 0 – 0 | Torino | Stadio Friuli\| Arbitro: \| D'Elia (Salerno) \| |
| Arbitro:                           | D'Elia (Salerno) |       |        |                                                 |

| Arbitro: | Pezzella (Frattamaggiore) |

|              |           |  |
| Giannini 33’ | Marcatori |  |

| Arbitro: | Lombardo (Marsala) |

|                                |           |          |
| A. Carnevale 40’ Galparoli 52’ | Marcatori | 74’ Pari |

| Arbitro: | Agnolin (Bassano del Grappa) |

|                  |           |               |
| A. Carnevale 52’ | Marcatori | 1’ Rummenigge |

| Arbitro: | Mattei (Macerata) |

|                           |           |                                 |
| Díaz 12’ P. Benedetti 18’ | Marcatori | 23’ (aut.) Vullo 83’ Barbadillo |

| Arbitro: | Magni (Bergamo) |

|                  |           |              |
| A. Carnevale 56’ | Marcatori | 27’ Armenise |

| Como 20 ottobre 1985 7ª giornata | Como               | 0 – 0 | Udinese | Stadio Giuseppe Sinigaglia\| Arbitro: \| Bianciardi (Siena) \| |
| Arbitro:                         | Bianciardi (Siena) |       |         |                                                                |

| Arbitro: | Casarin (Milano) |

|                    |           |                       |
| Cabrini 82’ (aut.) | Marcatori | 20’ Serena 50’ Favero |

| Arbitro: | Lombardo (Marsala) |

|                         |           |  |
| Barbas 32’ Paciocco 79’ | Marcatori |  |

| Udine 10 novembre 1985 10ª giornata | Udinese           | 0 – 0 | Milan | Stadio Friuli\| Arbitro: \| Bergamo (Livorno) \| |
| Arbitro:                            | Bergamo (Livorno) |       |       |                                                  |

| Arbitro: | Mattei (Macerata) |

|             |           |               |
| Maradona 9’ | Marcatori | 79’ Galparoli |

| Arbitro: | Longhi (Roma) |

|                                                                           |           |             |
| S. Fontolan 41’ (aut.) Pasa 49’ A. Carnevale 65’ Barbadillo 74’ Miano 86’ | Marcatori | 16’ Volpati |

| Arbitro: | Pezzella (Frattamaggiore) |

|                |           |          |
| Cantarutti 42’ | Marcatori | 68’ Pasa |

| Arbitro: | Pairetto (Torino) |

|                              |           |                            |
| A. Carnevale 3’ Storgato 44’ | Marcatori | 39’ Passarella 81’ Monelli |

| Arbitro: | Redini (Pisa) |

|          |           |  |
| Bivi 44’ | Marcatori |  |

#### Girone di ritorno
| Arbitro: | Bianciardi (Siena) |

|                     |           |  |
| Comi 15’ Júnior 58’ | Marcatori |  |

| Arbitro: | Lanese (Messina) |

|  |           |                       |
|  | Marcatori | 33’ Boniek 69’ Pruzzo |

| Arbitro: | Lo Bello (Siracusa) |

|                              |           |  |
| Souness 13’ Mancini 41’, 79’ | Marcatori |  |

| Arbitro: | Coppetelli (Tivoli) |

|                            |           |                 |
| Bergomi 50’ Rummenigge 73’ | Marcatori | 8’ A. Carnevale |

| Arbitro: | Mattei (Macerata) |

|                                         |           |          |
| Edinho 30’ Criscimanni 45’ Chierico 65’ | Marcatori | 78’ Díaz |

| Pisa 16 febbraio 1986 21ª giornata | Pisa                         | 0 – 0 | Udinese | Stadio Arena Garibaldi\| Arbitro: \| Agnolin (Bassano del Grappa) \| |
| Arbitro:                           | Agnolin (Bassano del Grappa) |       |         |                                                                      |

| Arbitro: | Lo Bello (Siracusa) |

|                             |           |                    |
| Miano 44’ Edinho 55’ (rig.) | Marcatori | 21’, 78’ Borgonovo |

| Arbitro: | Lanese (Messina) |

|                            |           |           |
| M. Briaschi 9’ Platini 66’ | Marcatori | 56’ Miano |

| Arbitro: | Lombardo (Marsala) |

|                             |           |           |
| Miano 30’ Edinho 51’ (rig.) | Marcatori | 28’ Raise |

| Arbitro: | Leni (Perugia) |

|                  |           |  |
| Hateley 44’, 49’ | Marcatori |  |

| Arbitro: | Casarin (Milano) |

|                       |           |  |
| A. Carnevale 20’, 61’ | Marcatori |  |

| Arbitro: | Lo Bello (Siracusa) |

|                  |           |             |
| Elkjær Larsen 4’ | Marcatori | 36’ Colombo |

| Arbitro: | Pairetto (Torino) |

|                  |           |  |
| A. Carnevale 45’ | Marcatori |  |

| Arbitro: | Agnolin (Bassano del Grappa) |

|               |           |  |
| Antognoni 77’ | Marcatori |  |

| Arbitro: | Longhi (Roma) |

|                            |           |                    |
| Storgato 14’ Galparoli 69’ | Marcatori | 50’, 79’ De Trizio |

### Coppa Italia

#### Primo turno
| Arbitro: | Lamorgese (Potenza) |

|             |           |  |
| Colombo 51’ | Marcatori |  |

| Arbitro: | Testa (Prato) |

|                       |           |                                             |
| Cacciatori 78’ (rig.) | Marcatori | 4’, 35’ (rig.), 50’ Edinho 60’ A. Carnevale |

| Arbitro: | Leni (Perugia) |

|                                                           |           |  |
| Criscimanni 14’ Storgato 48’ Colombo 66’ A. Carnevale 68’ | Marcatori |  |

| Arbitro: | Bianciardi (Siena) |

|            |           |                               |
| Casale 31’ | Marcatori | 43’ Chierico 55’ A. Carnevale |

| Arbitro: | Pieri (Genova) |

|                  |           |  |
| A. Carnevale 59’ | Marcatori |  |

#### Fase finale
| Arbitro: | Pairetto (Torino) |

|                                |           |                 |
| C. Pin 37’ Passarella 48’, 83’ | Marcatori | 20’ Criscimanni |

| Arbitro: | Magni (Bergamo) |

|              |           |  |
| Chierico 45’ | Marcatori |  |

## Statistiche

### Statistiche di squadra
| Competizione | Punti | In casa | In casa | In casa | In casa | In casa | In casa | In trasferta | In trasferta | In trasferta | In trasferta | In trasferta | In trasferta | Totale | Totale | Totale | Totale | Totale | Totale | DR |
| Competizione | Punti | G       | V       | N       | P       | Gf      | Gs      | G            | V            | N            | P            | Gf           | Gs           | G      | V      | N      | P      | Gf     | Gs     | DR |
| ------------ | ----- | ------- | ------- | ------- | ------- | ------- | ------- | ------------ | ------------ | ------------ | ------------ | ------------ | ------------ | ------ | ------ | ------ | ------ | ------ | ------ | -- |
| Serie A      | 25    | 15      | 6       | 7       | 2       | 24      | 16      | 15           | 0            | 6            | 9            | 7            | 21           | 30     | 6      | 13     | 11     | 31     | 37     | -6 |
| Coppa Italia |       | 4       | 4       | 0       | 0       | 7       | 0       | 3            | 2            | 0            | 1            | 7            | 5            | 7      | 6      | 0      | 1      | 14     | 5      | +9 |
| Totale       | -     | 19      | 10      | 7       | 2       | 31      | 16      | 18           | 2            | 6            | 10           | 14           | 26           | 37     | 12     | 13     | 12     | 45     | 42     | +3 |

### Statistiche dei giocatori
| Giocatore        | Serie A  | Serie A | Serie A     | Serie A    | Coppa Italia | Coppa Italia | Coppa Italia | Coppa Italia | Totale   | Totale | Totale      | Totale     |
| Giocatore        | Presenze | Reti    | Ammonizioni | Espulsioni | Presenze     | Reti         | Ammonizioni  | Espulsioni   | Presenze | Reti   | Ammonizioni | Espulsioni |
| ---------------- | -------- | ------- | ----------- | ---------- | ------------ | ------------ | ------------ | ------------ | -------- | ------ | ----------- | ---------- |
| B. Abate         | 3        | -5      | ?           | ?          | 1            | 0            | ?            | ?            | 4        | -5     | ?           | ?          |
| G. Barbadillo    | 22       | 2       | ?           | ?          | 1            | 0            | ?            | ?            | 23       | 2      | ?           | ?          |
| M. Baroni        | 24       | 0       | ?           | ?          | 6            | 0            | ?            | ?            | 30       | 0      | ?           | ?          |
| F. Brini         | 27       | -32     | ?           | ?          | 6            | -5           | ?            | ?            | 33       | -37    | ?           | ?          |
| A. Carnevale (I) | 28       | 9       | ?           | ?          | 7            | 4            | ?            | ?            | 35       | 13     | ?           | ?          |
| O. Chierico      | 24       | 1       | ?           | ?          | 6            | 2            | ?            | ?            | 30       | 3      | ?           | ?          |
| A. Colombo       | 24       | 1       | ?           | ?          | 7            | 2            | ?            | ?            | 31       | 3      | ?           | ?          |
| L. Corino        | -        | -       | -           | -          | 1            | 0            | ?            | ?            | 1        | 0      | 0+          | 0+         |
| A. Criscimanni   | 29       | 1       | ?           | ?          | 6            | 2            | ?            | ?            | 35       | 3      | ?           | ?          |
| P. Dal Fiume     | 11       | 0       | ?           | ?          | 1            | 0            | ?            | ?            | 12       | 0      | ?           | ?          |
| L. De Agostini   | 27       | 0       | ?           | ?          | 7            | 0            | ?            | ?            | 34       | 0      | ?           | ?          |
| Edinho           | 30       | 3       | ?           | ?          | 5            | 3            | ?            | ?            | 35       | 6      | ?           | ?          |
| D. Galparoli     | 30       | 3       | ?           | ?          | 7            | 0            | ?            | ?            | 37       | 3      | ?           | ?          |
| P. Gregoric      | 2        | 0       | ?           | ?          | 1            | 0            | ?            | ?            | 3        | 0      | ?           | ?          |
| P. Miano         | 25       | 4       | ?           | ?          | 7            | 0            | ?            | ?            | 32       | 4      | ?           | ?          |
| D. Pasa          | 13       | 2       | ?           | ?          | 4            | 0            | ?            | ?            | 17       | 2      | ?           | ?          |
| F. Rossi         | 6        | 0       | ?           | ?          | -            | -            | -            | -            | 6        | 0      | 0+          | 0+         |
| M. Storgato      | 28       | 2       | ?           | ?          | 5            | 1            | ?            | ?            | 33       | 3      | ?           | ?          |
| M. Susic         | 12       | 0       | ?           | ?          | 4            | 0            | ?            | ?            | 16       | 0      | ?           | ?          |
| P. Tagliaferri   | 5        | 0       | ?           | ?          | 5            | 0            | ?            | ?            | 10       | 0      | ?           | ?          |
| N. Zanone        | 7        | 0       | ?           | ?          | -            | -            | -            | -            | 7        | 0      | 0+          | 0+         |